# تکوئا (واشینگتن)
تکوئا (به انگلیسی: Tekoa) شهری در شهرستان ویتمن ایالت واشنگتن است که در سرشماری سال ۲۰۱۰ میلادی، ۷۷۸ نفر جمعیت داشته است.